# Організація визволення Палестини
Організа́ція ви́зволення Палести́ни (ОВП; араб. منظمة التحرير الفلسطينية, Munaẓẓamat at-Taḥrīr al-Filasṭīniyyah; англ. The Palestine Liberation Organization, PLO) — арабська політична організація, створена у 1964 році з метою побудови незалежної держави Палестина. Складається з декількох угруповань, основним з яких є «аль Фатах», довгий час очолюваний Ясіром Арафатом (президент ОВП з 1969). Спочатку основною метою ОВП було руйнування держави Ізраїль методами партизанської війни, диверсій та терору, але пізніше вона дещо реформувалася, і офіційною головною метою стало створення арабської палестинської держави поруч з Ізраїлем. Однак від ідеї знищення Ізраїлю ОВП офіційно не відмовилася.

## Походження та зв'язки
ОВП була створена в 1964 році з ініціативи президента Єгипту Гамаль Абдель Насера.
В міжнародних ЗМІ часто з'являлися і продовжують з'являтися публікації про зв'язки ОВП з міжнародним відділом ЦК КПРС і таємні — з КДБ, про важливу роль таємної радянської політичної поліції у створенні, фінансуванні та підготовці керівних кадрів і її бойовиків. Зокрема офіційну біографію й відповідні персональні документи голови та лідера ОВП Ясіра Арафата було створено в лабораторіях КДБ. Насправді Арафат ніколи не був палестинцем, а народився в Каїрі в сім'ї єгипетського торговця.
Багато детальної інформації про ОВП та її керівників передав західним спецслужбам і ЗМІ колишній голова румунської розвідки генерал-лейтенант Іон Міхай Пачепа, котрий завідував зв'язками Варшавського блоку з ОВП, а пізніше перейшов на Захід.
Численні цілком секретні радянські документи таємної допомоги ОВП з боку ЦК КПРС та КДБ були відскановані в «Президентському архіві Російської Федерації» й пізніше опубліковані колишнім радянським дисидентом Володимиром Буковським.

## Цікаві факти
- Голова палестинського дипломатичного представництва ОВП у Чехії Джамаль аль-Джамаль загинув 1 січня 2014 року внаслідок вибуху. Вибух стався в момент, коли 56-річний палестинський посол відкрив свій переносний сейф у власній резиденції в Празі. Агенція AFP повідомила, що палестинський дипломат отримав смертельні травми через неправильне поводження з вибухівкою. При обшуку чеська поліція знайшла у резиденції дипломата велику кількість зброї та вибухівки. Джамаль аль-Джамаль очолив посольство ОВП в Чехії в жовтні 2013.[7].

## Виноски
1. ↑  Revelan conexiones de los Montoneros con Arafat y organizaciones palestinas — 1870. — 159486 екз. — ISSN 0325-0946
2. ↑  https://www.all4palestine.org/ModelDetails.aspx?gid=14&mid=77730&lang=en
3. ↑  https://remix.aljazeera.com/aje/PalestineRemix/plo.html
4. ↑  https://en.wikipedia.org/wiki/Chairman_of_the_Palestine_Liberation_Organization
5. ↑  Див.: "Спецслужбы Израиля", из-во "Нева", ОЛМА-ПРЕСС Образование, 2002. Стр.375-382.
6. ↑  Ясір Арафат - на сайті Peoples.ru
7. ↑  Німецька Хвиля: У Чехії внаслідок вибуху загинув палестинський дипломат 01.01.2014